# Mohamad Kdouh (calciatore 1997)
Mohamad Jalal Kdouh (in arabo محمد جلال قدوح‎?; Yaroun, 10 luglio 1997) è un calciatore libanese, attaccante dello Jwaya.

## Carriera

### Club
Ha giocato nella prima divisione libanese, in quella irachena ed in quella kirghisa.

### Nazionale
Ha giocato nelle nazionali giovanili libanesi Under-19 ed Under-23.
Nel 2019 ha esordito in nazionale maggiore.

## Statistiche

### Cronologia presenze e reti in nazionale
| Cronologia completa delle presenze e delle reti in nazionale ― Libano | Cronologia completa delle presenze e delle reti in nazionale ― Libano | Cronologia completa delle presenze e delle reti in nazionale ― Libano | Cronologia completa delle presenze e delle reti in nazionale ― Libano | Cronologia completa delle presenze e delle reti in nazionale ― Libano | Cronologia completa delle presenze e delle reti in nazionale ― Libano | Cronologia completa delle presenze e delle reti in nazionale ― Libano | Cronologia completa delle presenze e delle reti in nazionale ― Libano |
| Data                                                                  | Città                                                                 | In casa                                                               | Risultato                                                             | Ospiti                                                                | Competizione                                                          | Reti                                                                  | Note                                                                  |
| --------------------------------------------------------------------- | --------------------------------------------------------------------- | --------------------------------------------------------------------- | --------------------------------------------------------------------- | --------------------------------------------------------------------- | --------------------------------------------------------------------- | --------------------------------------------------------------------- | --------------------------------------------------------------------- |
| 30-7-2019                                                             | Kerbela                                                               | Iraq                                                                  | 1 – 0                                                                 | Libano                                                                | Campionato Asia occ. 2019                                             | -                                                                     |                                                                       |
| 5-8-2019                                                              | Kerbela                                                               | Libano                                                                | 0 – 0                                                                 | Palestina                                                             | Campionato Asia occ. 2019                                             | -                                                                     | 73’                                                                   |
| 8-8-2019                                                              | Kerbela                                                               | Libano                                                                | 1 – 2                                                                 | Yemen                                                                 | Campionato Asia occ. 2019                                             | 1                                                                     |                                                                       |
| 5-9-2019                                                              | Pyongyang                                                             | Corea del Nord                                                        | 2 – 0                                                                 | Libano                                                                | Qual. Mondiali 2022                                                   | -                                                                     | 84’                                                                   |
| 10-9-2019                                                             | Seeb                                                                  | Oman                                                                  | 1 – 0                                                                 | Libano                                                                | Amichevole                                                            | -                                                                     |                                                                       |
| 10-10-2019                                                            | Beirut                                                                | Libano                                                                | 2 – 1                                                                 | Turkmenistan                                                          | Qual. Mondiali 2022                                                   | -                                                                     | 82’                                                                   |
| 15-10-2019                                                            | Colombo                                                               | Sri Lanka                                                             | 0 – 3                                                                 | Libano                                                                | Qual. Mondiali 2022                                                   | -                                                                     | 84’                                                                   |
| 19-11-2019                                                            | Beirut                                                                | Corea del Nord                                                        | 0 – 0                                                                 | Libano                                                                | Qual. Mondiali 2022                                                   | -                                                                     | 75’                                                                   |
| 12-11-2020                                                            | Dubai                                                                 | Libano                                                                | 1 – 3                                                                 | Bahrein                                                               | Amichevole                                                            | 1                                                                     | 85’                                                                   |
| 24-3-2021                                                             | Dubai                                                                 | Giordania                                                             | 1 – 0                                                                 | Libano                                                                | Amichevole                                                            | -                                                                     |                                                                       |
| 29-3-2021                                                             | Dubai                                                                 | Libano                                                                | 1 – 1                                                                 | Kuwait                                                                | Amichevole                                                            | 1                                                                     |                                                                       |
| 5-6-2021                                                              | Goyang                                                                | Libano                                                                | 3 – 2                                                                 | Sri Lanka                                                             | Qual. Mondiali 2022                                                   | 1                                                                     |                                                                       |
| 9-6-2021                                                              | Goyang                                                                | Turkmenistan                                                          | 3 – 2                                                                 | Libano                                                                | Qual. Mondiali 2022                                                   | -                                                                     |                                                                       |
| 12-6-2021                                                             | Goyang                                                                | Corea del Sud                                                         | 2 – 1                                                                 | Libano                                                                | Qual. Mondiali 2022                                                   | -                                                                     | 89’                                                                   |
| Totale                                                                |                                                                       | Presenze                                                              | 14                                                                    |                                                                       | Reti                                                                  | 4                                                                     |                                                                       |

## Palmarès

### Club

#### Competizioni nazionali
- Supercoppa di Libano: 1

Ahed: 2019